# Alleycat

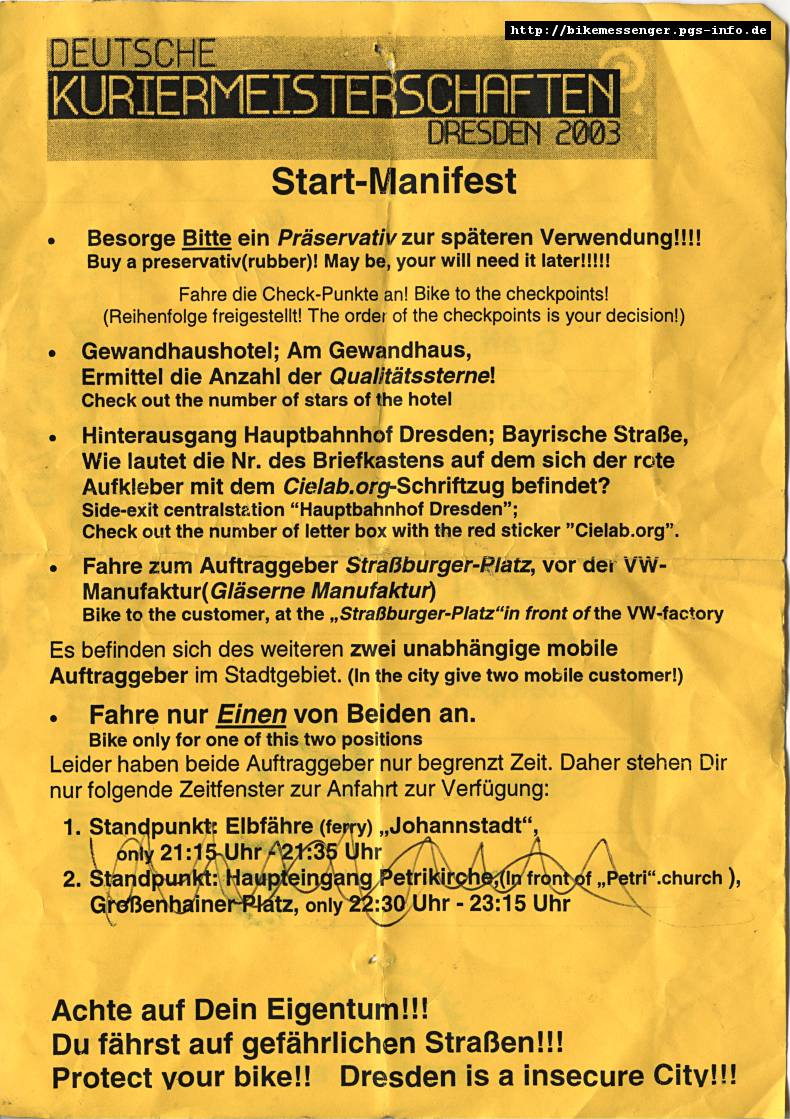
Vorderseite des Start-Manifests der Deutschen Kuriermeisterschaften 2003

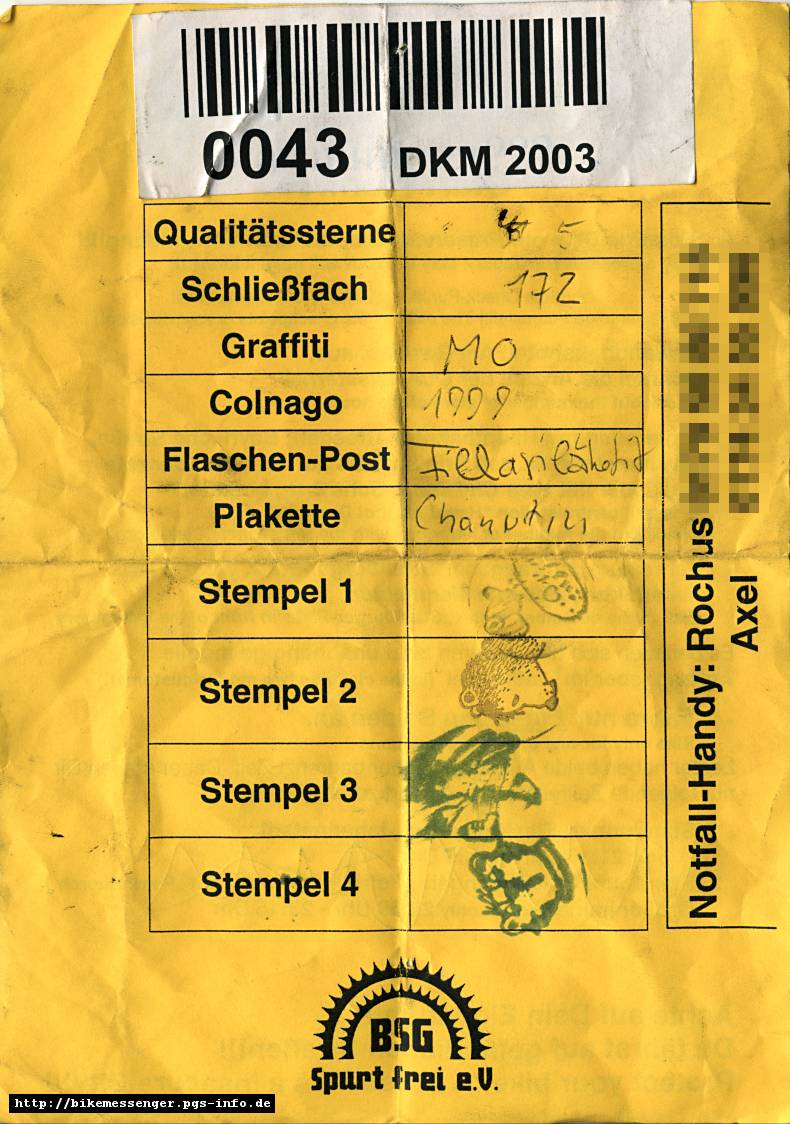
Rückseite des Startmanifests der Deutschen Kuriermeisterschaften 2003 mit Bestätigungen

Alleycats (von engl. streunende Katzen) sind Schnitzeljagden durch die Stadt, die mit dem Fahrrad absolviert werden. Die Teilnehmer sind ursprünglich Fahrradkuriere, inzwischen auch andere interessierte Fahrradfahrer.

## Ablauf
Ein Alleycat bildet auf spielerische Art mehr oder weniger den Kurieralltag ab. Prinzipiell sind verschiedene Punkte (Checkpoints) abzufahren. Dabei sind meistens Aufgaben zu lösen. Eine solche Aufgabe kann beispielsweise darin bestehen, ein rohes Ei unversehrt zum Ziel zu bringen oder direkt am Checkpoint eine Denksportaufgabe zu lösen. Oft besteht eine Aufgabe auch darin, am Checkpoint etwas zu finden, zum Beispiel die Inschrift eines Firmenschildes.
Den Streckenablauf und die Aufgaben erfahren die Teilnehmer erst kurz vor Start durch das sogenannte Manifest, ein Zettel mit Anweisungen. Dabei kann die Reihenfolge der Checkpoints vorgegeben sein oder die Kombination dem Fahrer überlassen werden. Die Strecke kann auch auf zwei Manifeste aufgeteilt sein, wobei der Teilnehmer das zweite Manifest erst erhält, wenn er das erste absolviert hat.
Oft fahren mehrere Fahrer bei einem Alleycat als Team, um sich damit Vorteile zu verschaffen. Gerne bilden sich Gruppen aus Ortskundigen und Auswärtigen. Es kommt aber auch vor, dass sich die Teams im Laufe des Rennens wieder teilen oder neu bilden, weil sich Fahrer verlieren oder nicht mehr mit den schnelleren mithalten können. So fahren viele auch auf sich alleine gestellt das Alleycat zu Ende.
Veranstaltungen werden kurzfristig geplant oder regelmäßig durchgeführt, Beispiele sind aus Wien, Graz, Zürich und Basel bekannt.
Startnummern werden nicht, wie bei anderen Radrennen, am Trikot getragen. Stattdessen wurden ursprünglich Tarotkarten mit Nummern versehen und zwischen die Speichen des Vorderrades geklemmt. Inzwischen werden die Karten oft aufwändig gestaltet und laminiert, und auch nach dem Rennen gerne als Trophäe im Rad gelassen.